# Sant Ramon
Sant Ramon är en kommun i Spanien.   Den ligger i provinsen Província de Lleida och regionen Katalonien, i den östra delen av landet, 400 km öster om huvudstaden Madrid. Antalet invånare är 541. Arean är 18,5 kvadratkilometer. Sant Ramon gränsar till Sant Guim de la Plana, Ivorra, Estaràs, Les Oluges, Cervera och Torrefeta i Florejacs. 
Terrängen i Sant Ramon är platt.